# Neotrombicula
Neotrombicula är ett släkte av spindeldjur som beskrevs av Hirst 1915. Neotrombicula ingår i familjen Trombiculidae.
Kladogram enligt Catalogue of Life och Dyntaxa:
| Neotrombicula | \| \| Neotrombicula autumnalis \| \| \| \| \| \| Neotrombicula hoplodactyla \| \| \| \| \| \| Neotrombicula naultini \| \| \| \| \| \| Neotrombicula sphenodonti \| \| \| \| |
|               | \| \| Neotrombicula autumnalis \| \| \| \| \| \| Neotrombicula hoplodactyla \| \| \| \| \| \| Neotrombicula naultini \| \| \| \| \| \| Neotrombicula sphenodonti \| \| \| \| |
|               | Hirsutiella |
|               | |
|               | Trombicula |
|               | |
|               | Neotrombicula autumnalis |
|               | |
|               | Neotrombicula hoplodactyla |
|               | |
|               | Neotrombicula naultini |
|               | |
|               | Neotrombicula sphenodonti |
|               | |

|  | Neotrombicula autumnalis   |
|  |                            |
|  | Neotrombicula hoplodactyla |
|  |                            |
|  | Neotrombicula naultini     |
|  |                            |
|  | Neotrombicula sphenodonti  |
|  |                            |